# Bogoslof
L'isola Bogoslof (in aleutino Aĝasaaĝux̂) è la parte che affiora dalle acque del mare di Bering dello stratovulcano sottomarino omonimo, la cui sommità raggiunge i 150 m.
L'isola è disabitata e appartiene all'Alaska (Stati Uniti d'America); si trova 43 km a nord di Umnak.
Nel 1909 il Presidente Theodore Roosevelt istituì l'isola Bogoslof, assieme alla vicina isola Fire a riserva naturale per leoni marini e vari tipi di uccelli. Attualmente è parte della riserva Alaska Maritime National Wildlife Refuge. Nel novembre del 1967 è stata definita National Natural Landmark (patrimonio nazionale di interesse paesaggistico) e aggiunta al programma di conservazione dell'ecosistema nazionale (National Wilderness Preservation System) nel 1970.

## Il vulcano Bogoslof
L'edificio vulcanico comprende tutta una serie di piccole isole ravvicinate che salgono per circa 1500 metri dal fondo marino del Mar di Bering.
L'isola principale che costituisce il vulcano ha subito numerosi cambiamenti, anche in tempi recenti, sia nella forma che nelle dimensioni: infatti la sua attività a pelo d'acqua rende il vulcano più soggetto ad eruzioni di tipo freatomagmatico e quindi altamente esplosive che, insieme all'erosione del mare, deformano e modificano continuamente l'aspetto dell'isola. Attualmente si presenta a forma di triangolo isoscele, di 0,75x2 km.
Nel 1768 era nient'altro che uno scoglio, un semplice pinnacolo basaltico chiamato Ship Rock. Il Capitano Cook l'avvistò nel 1788. Una prima vera descrizione dell'isola è del 1796, quando dopo un'eruzione emerse dal mare, poco a SE, un edificio vulcanico a tre crateri che venne denominato Castle Rock o Old Bogoslof, che cessò l'attività dopo poco tempo. Nel 1883, a 600 m dall'isola principale, un'imponente eruzione formò una nuova isola a forma tabulare denominata "isola Fire" (isola del fuoco)) ma più conosciuta come Nuova Bogoslof, e che oggi rappresenta il limite nord-ovest del complesso. Nel 1907, nell'arco di 10 mesi, si formarono due ripidi coni, Metcalf e McCullock, entrambi spazzati via da violente esplosioni che causarono ingenti piogge di ceneri ad Unalaska - dove s'udirono brontolii lontani - e che risparmiarono dalla distruzione solo Nuova Bogoslof. Nella parte sud-est dell'isola principale vi è una piastra basaltica, probabilmente formatasi con diverse eruzione dal 1926 in poi, e successivamente erosa dall'agente marino.
È presente uno specchio di acqua salata nella parte est.
All'eruzione del 1992 si deve la lunga lingua di sabbia nera che percorre attualmente l'isola in senso nord-ovest/sud-est, e la formazione del pinnacolo roccioso alto 150 m che domina l'isola e ne rappresenta la parte più settentrionale.
Nel 2017 il vulcano è tornato in attività con emissioni imponenti di fumi e ceneri fino a quote superiori ai 6000 m e la conseguente attivazione di allerta rossa per la navigazione aerea commerciale.